# Kanton Bléneau
Kanton Bléneau (fr. Canton de Bléneau) byl francouzský kanton v departementu Yonne v regionu Burgundsko. Skládal se ze sedmi obcí. Zrušen byl po reformě kantonů 2014.

## Obce kantonu
- Bléneau
- Champcevrais
- Champignelles
- Rogny-les-Sept-Écluses
- Saint-Privé
- Tannerre-en-Puisaye
- Villeneuve-les-Genêts